# Collin Sexton
Collin Darnell Sexton (Marietta, 4 gennaio 1999) è un cestista statunitense, professionista con gli Charlotte Hornets.

## Carriera professionistica
Il 21 giugno 2018 è stato selezionato con l'ottava scelta assoluta dai Cleveland Cavaliers nel Draft NBA 2018. In origine la scelta era dei Brooklyn Nets ma i Cavs l'avevano ricevuta dai Boston Celtics nello scambio che aveva portato Kyrie Irving in Massachusetts. Diventò in quel draft in giocatore selezionato più in alto dell'Università dell'Alabama da quando Antonio McDyess fu selezionato nel 1995 alla seconda scelta dai Los Angeles Clippers.
Il 6 luglio 2018 fa il suo debutto in NBA Summer League: contro i Washington Wizards mette a segno 15 punti e 7 rimbalzi.
Il 17 ottobre 2018 fa il suo esordio anche in NBA, uscendo dalla panchina per i Cleveland Cavaliers, segnando 9 punti e con 3 rimbalzi in una sconfitta 104–116 con i Toronto Raptors, futuri campioni.
Il 24 novembre 2018 registra il suo nuovo career-high in punti, segnandone 29 contro gli Houston Rockets, in una vittoria 117–108. In quella partita farà registrare anche 4 rimbalzi e 2 assist. Il 9 dicembre 2018 pareggia il suo career-high, segnando nuovamente 29 punti, contro i Wizards in una vittoria 116–101. Pur mantenendo medie di 15 punti, 3 rimbalzi e 3 assist per partita fino a quel momento, non viene selezionato per il Rising Stars Challenge nell'NBA All-Star Weekend 2019.
L'8 marzo 2019 supera Kyrie Irving per numero di triple segnate da un rookie in maglia Cavs, mettendo a segno la 74ª contro i Miami Heat. A fine partita il totale sarà 76.
Nel novembre 2021 durante una partita subisce un  infortunio al ginocchio che gli compromette tutta la stagione.

## Statistiche

### NCAA
| Anno      | Squadra            | PG | PT | MP   | TC%  | 3P%  | TL%  | RP  | AP  | PRP | SP  | PP   |
| --------- | ------------------ | -- | -- | ---- | ---- | ---- | ---- | --- | --- | --- | --- | ---- |
| 2017-2018 | Alabama Crim. Tide | 33 | 32 | 29,9 | 44,7 | 33,6 | 77,8 | 3,8 | 3,6 | 0,8 | 0,1 | 19,2 |
| Carriera  | Carriera           | 33 | 32 | 29,9 | 44,7 | 33,6 | 77,8 | 3,8 | 3,6 | 0,8 | 0,1 | 19,2 |

#### Massimi in carriera
- Massimo di punti: 40 vs Minnesota (25 novembre 2017)[5]
- Massimo di rimbalzi: 8 vs Florida (3 febbraio 2018)
- Massimo di assist: 7 vs Texas A&M (3 marzo 2018)
- Massimo di palle rubate: 3 (3 volte)
- Massimo di stoppate: 1 (3 volte)
- Massimo di minuti giocati: 36 (2 volte)

### NBA

#### Regular Season
| Anno      | Squadra             | PG  | PT  | MP   | TC%  | 3P%  | TL%  | RP  | AP  | PRP | SP  | PP   |
| --------- | ------------------- | --- | --- | ---- | ---- | ---- | ---- | --- | --- | --- | --- | ---- |
| 2018-2019 | Cleveland Cavaliers | 82  | 72  | 31,8 | 43,0 | 40,2 | 83,9 | 2,9 | 3,0 | 0,5 | 0,1 | 16,7 |
| 2019-2020 | Cleveland Cavaliers | 65  | 65  | 33,0 | 47,2 | 38,0 | 84,6 | 3,1 | 3,0 | 1,0 | 0,1 | 20,8 |
| 2020-2021 | Cleveland Cavaliers | 60  | 60  | 35,3 | 47,5 | 37,1 | 81,5 | 3,1 | 4,4 | 1,0 | 0,2 | 24,3 |
| 2021-2022 | Cleveland Cavaliers | 11  | 11  | 28,8 | 45,0 | 24,4 | 74,4 | 3,3 | 2,8 | 0,9 | 0,0 | 16,0 |
| 2022-2023 | Utah Jazz           | 48  | 15  | 23,9 | 50,6 | 39,3 | 81,9 | 2,2 | 2,9 | 0,6 | 0,1 | 14,3 |
| 2023-2024 | Utah Jazz           | 78  | 51  | 26,6 | 48,7 | 39,4 | 85,9 | 2,6 | 4,9 | 0,8 | 0,2 | 18,7 |
| 2024-2025 | Utah Jazz           | 63  | 61  | 27,9 | 48,0 | 40,6 | 86,5 | 2,7 | 4,2 | 0,7 | 0,1 | 18,4 |
| Carriera  | Carriera            | 407 | 335 | 29,9 | 47,0 | 38,7 | 83,8 | 2,8 | 3,7 | 0,8 | 0,1 | 18,8 |

#### Massimi in carriera
- Massimo di punti: 42 vs Brooklyn Nets (20 gennaio 2021)[6]
- Massimo di rimbalzi: 10 vs Oklahoma City Thunder (28 novembre 2018)
- Massimo di assist: 12 vs Detroit Pistons (23 novembre 2022)
- Massimo di palle rubate: 3 (14 volte)
- Massimo di stoppate: 2 (4 volte)
- Massimo di minuti giocati: 45 vs Detroit Pistons (26 dicembre 2020)

## Palmarès
- MVP dei campionati mondiali di pallacanestro U-17 (2016)
- McDonald's All-American (2017)
- NBA All-Rookie Second Team (2019)